# 高田站 (新潟縣)
高田站（日语：／ Takada eki */?）位於日本新潟縣上越市，是越後心動鐵道妙高躍馬線的車站，過往曾是JR東日本信越本線一部份，是未合併入上越市前的高田市中心車站。2015年3月14日因北陸新幹線，妙高高原～直江津之間的新潟縣路段改交由越後心動鐵道營運。
無論在JR東日本或是朱鷺鐵的管理下，本站等級皆為直營站。JR東日本時代設有站長職位，並指派為管理鄰近無人車站的「管理站」，站內設有綠窗口，並裝設了對應車票的自動閘機。朱鷺鐵接手後，站長職位取消，只改由正職員於指定日中時間駐守，晨早及晚上則為無人車站，另外，自動閘機也被換走，改回以人手驗票操作，綠窗口也停止運作，但票務櫃位仍繼續提供發售JR全國車票的服務。雖然JR東日本已經沒有管理權，但不少在特定時段才運行的特別列車，例如越乃Shu*Kura號列車、快速「櫻海里」號、「高田花見」號等，都會由信越本線駛入本線內，而本站也是停車站之一。
在JR年代，由於同時在JR西日本和歌山線及JR九州長崎本線均設有「高田站」，為作區分，所有電子印刷車票及自動閘機上會以「（信）高田」表示。
朱鷺鐵為紀念公司成立六週年，為本站設計了1名虛構站員「高城華蓮」。

## 車站結構

### 月台配置
側式月台1面1線，島式月台1面2線，合計2面3線的地面車站。
| 月台 | 路線                           | 方向                           | 目的地                                             |
| ---- | ------------------------------ | ------------------------------ | -------------------------------------------------- |
| 1    | ■妙高躍馬線                    | 上行                           | 上越妙高、新井、二本木、妙高高原方向               |
| 2    | ■妙高躍馬線                    | 下行                           | 直江津、經■信越本線往新潟、經■北北線往越後湯澤方向 |
| 3    | （臨時月台，主要作為此站折返） | （臨時月台，主要作為此站折返） | （臨時月台，主要作為此站折返）                     |

## 歷史
- 1886年8月15日：開業[2]。

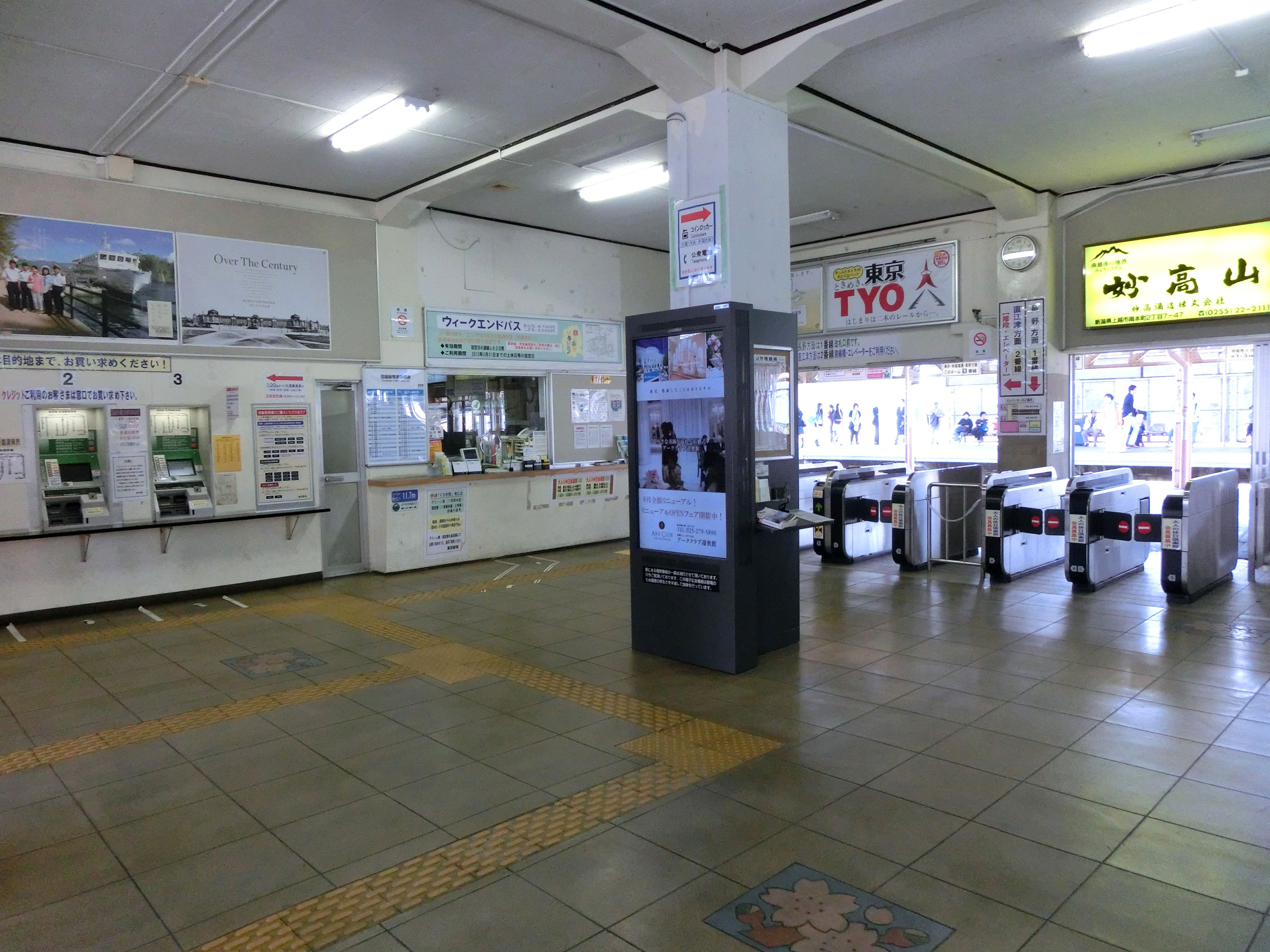
JR東日本管理時裝有自動閘機，越後心動鐵路接手後已被撤去。（2012年）

- 1987年4月1日：國鐵分割民營化，車站由東日本旅客鐵道承繼。
- 2002年4月4日：車站外圍廣場加設雁木型拱廊。
- 2005年12月1日：裝設自動閘機。
- 2010年12月24日：新跨線橋開始使用[3]。
- 2015年3月14日：隨北陸新幹線長野站～金澤站間延伸開業，JR東日本信越本線直江津～妙高高原轉由越後心動鐵道營運。自動閘機停止使用並拆去[4]。

## 使用狀況
| 年度 | 一日平均乘車人數 |
| ---- | ---------------- |
| 2000 | 3,062            |
| 2001 | 3,003            |
| 2002 | 2,839            |
| 2003 | 2,715            |
| 2004 | 2,576            |
| 2005 | 2,512            |
| 2006 | 2,510            |
| 2007 | 2,529            |
| 2008 | 2,480            |
| 2009 | 2,369            |
| 2010 | 2,353            |
| 2011 | 2,307            |
| 2012 | 2,300            |
| 2013 | 2,410            |
| 2014 | （資料欠奉）     |
| 2015 | 2,162            |
| 2016 | 2,266            |
| 2017 | 2,342            |
| 2018 | 2,301            |
| 2019 | 2,276            |
| 2020 | 1,875            |
| 2021 | 1,944            |
| 2022 | 2,005            |
| 2023 | 2,060            |

## 相鄰車站
越後心動鐵道
■妙高躍馬線
■特急「白雪」（除1、6號外）、臨時觀光快速「Shu*Kura」
上越妙高－高田－直江津
■特急「白雪」1、6號
上越妙高－高田－春日山
■普通
南高田－高田－春日山

## 外部連結
- 越後心動鐵道高田站介紹。 （页面存档备份，存于） （日語）